# Roman Nikolajewitsch Oksjuta
Roman Nikolajewitsch Oksjuta (russisch Роман Николаевич Оксюта; * 21. August 1970 in Murmansk, Russische SFSR) ist ein ehemaliger russischer Eishockeyspieler.

## Karriere
Während seiner sowjetischen Zeit spielte er bei Chimik Woskressensk. Beim NHL Entry Draft 1989 wurde er in der 10. Runde an 202. Position von den New York Rangers ausgewählt. 1993 wechselte er zu den Edmonton Oilers in die National Hockey League. Weitere Stationen seiner Karriere in der NHL waren die Vancouver Canucks, Mighty Ducks of Anaheim und die Pittsburgh Penguins. 1997 ging Oksjuta nach Norwegen zu Furuset Ishockey. 1998/99 spielte er bei den finnischen Vereinen Kalevan Pallo und Rauman Lukko. 1999 kehrte er wieder nach Woskressensk zurück, wo der Stürmer seine aktive Laufbahn 2006 beendete.
Oksjuta wurde er mehrmals in die sowjetische U20-Eishockeynationalmannschaft berufen. So nahm er an den Eishockey-Weltmeisterschaft der Junioren 1989 und Eishockey-Weltmeisterschaft der Junioren 1990 teil. Seine internationale Karriere wurde mit der Goldmedaille 1989 gekrönt. 1991 spielte er für die Herren-Nationalmannschaft beim Deutschland Cup. Des Weiteren nahm er für Russland an der Eishockey-Weltmeisterschaft der Herren 1996 teil.

## Erfolge und Auszeichnungen
- 1988 Bronzemedaille bei der U18-Junioren-Europameisterschaft
- 1989 Goldmedaille bei der U20-Weltmeisterschaft der Junioren
- 1989 Sowjetischer Vizemeister mit Chimik Woskressensk
- 1990 Silbermedaille bei der U20-Weltmeisterschaft der Junioren
- 1992 Topscorer der Wysschaja Liga
- 1993 Gewinn des Calder Cup mit den Cape Breton Oilers